# ماریان داشوود
ماریان داشوود (انگلیسی: Marianne Dashwood) یک شخصیت داستانی در رمان عقل و احساس نوشتهٔ جین آستن در سال ۱۸۱۱ است. او دختر دوم و ۱۶ ساله آقای و خانم هنری داشوود است.